# Amethyst Rock Star
Amethyst Rock Star – pierwszy album studyjny amerykańskiego rapera i poety Saula Williamsa, wydany 8 maja 2001 roku. Został średnio przyjęty przez krytyków, otrzymując ocenę 1.5/5 od AllMusic i 8.1/10 od Pitchforka.

## Lista utworów
1. "Lalala" – 2:40
2. "Penny for a Thought" – 4:34
3. "Robeson" (zawiera sample utworu "Eraser" Nine Inch Nails) – 4:21
4. "Tao of Now" (feat. Esthero) – 4:19
5. "Fearless" – 3:12
6. "Untimely Meditations" – 3:55
7. "Om Nia Merican" (zawiera sample utworu "Born of a Broken Man" Rage Against the Machine) – 3:06
8. "1987" – 5:21
9. "Coded Language" – 8:48
10. "Our Father" – 7:06
11. "Wine" (zawiera ukryty utwór "Do You Know") – 11:04
12. "Brown Bags" (bonusowy utwór wydania japońskiego) – 3:16